# Loxofidonia lipernes
Loxofidonia lipernes är en fjärilsart som beskrevs av Louis Beethoven Prout 1941. Loxofidonia lipernes ingår i släktet Loxofidonia och familjen mätare. Inga underarter finns listade i Catalogue of Life.